# St. Petersburg (Pensilvânia)
St. Petersburg é um distrito localizado no estado americano de Pensilvânia, no Condado de Clarion.

## Demografia
Segundo o censo americano de 2000, a sua população era de 405 habitantes.

## Geografia
De acordo com o United States Census Bureau tem uma área de
0,9 km², dos quais 0,9 km² cobertos por terra e 0,0 km² cobertos por água.

## Localidades na vizinhança
O diagrama seguinte representa as localidades num raio de 16 km ao redor de St. Petersburg.